# ذنبية حملايا
ذَنَبِيَّة حملايا أو ذَنَبَان حملايا هو نوع من النباتات المزهرة من جنس الذنبية في الفصيلة البروقية. مهدها أفغانستان وباكستان وجبال الحملايا الغربية. إنه مفيد في الحديقة فهو نبات طويل القامة حيث يمكن أن تطول الزهرة من مترين إلى مترين ونصف.